# Marvel Battle Lines
Marvel Battle Lines es un videojuego de cartas tres en línea desarrollado por devCAT Studios y publicado por Nexon para Android y iOS. Está basado en Marvel Comics y tiene una apariencia e historia en forma de cómics.

## Sinopsis
En Marvel Battle Lines, el Cubo Cósmico se ha hecho añicos, sumiendo al Universo Marvel en el caos. Ahora, se une fuerzas con superhéroes y villanos, incluidos los Vengadores, los Guardianes de la Galaxia, Spider-Man y más, para recolectar los fragmentos y restaurar el universo.

## Jugabilidad
Marvel Battle Lines es un juego de duelos de cartas basado en tres en línea en el que se puede enfrentar tanto a oponentes controlados por IA, como a otros jugadores a través de Internet. También puede confeccionar sus propios mazos de cartas con algunos de los personajes más famosos de Marvel como Iron Man, Thor, Venom, Spider-Man, Doctor Strange, Black Panther, Loki y Thanos.
La mecánica de Marvel Battle Lines es relativamente sencilla. Los duelos tienen lugar sobre una cuadrícula de tres cuadros de ancho por cuatro de largo. Sobre estos cuadrados se tiene que desplegar las cartas y crear patrones, pudiendo de esta forma dañar al enemigo.
Marvel Battle Lines cuenta con un 'modo campaña' en el que se descubre una historia protagonizada por el jugador, que colabora con S.H.I.E.L.D.. Además también se puede enfrentar a otros jugadores a través de Internet en duelos PVP.
Marvel Battle Lines cuenta con una mecánica fácil de aprender pero difícil de dominar, y más de cien cartas diferentes para coleccionar.